# Mezinárodní asociace exorcistů
Mezinárodní asociace exorcistů (italsky: Associazione internazionale degli esorcisti), je katolická organizace založená světoznámým římským exorcistou Gabrielem Amorthem v roce 1994, která sdružuje ty, kteří se věnují službě exorcisty.
Počet členů v této organizaci je omezen a členství je výběrové. Kněz pro vstup do organizace musí získat souhlas svého biskupa. Organizace pořádá uzavřené setkání jednou ročně.
Gabriele Amorth založil organizaci ve snaze zvýšit počet exorcistů po světě. Do své smrti byl čestným předsedou asociace. Dvě funkční období byl ve funkci předsedy Francesco Bamonte. Od září 2023 je předsedou Karel Orlita.